# ФК Заглембе
ФК „Заглебие" (Любин) (на полски: KGHM Zagłębie Lubin) е полски футболен клуб от град Любин, Долносилезко войводство, Полша.
Основан е на 10 септември 1945 г. като „ОМТУР Любин“.

## Срещи с български отбори
„Заглебие“ се е срещал с български отбори в официални и приятелски срещи.

## Успехи
- Екстракласа
  -  Шампион (2):1991, 2007
  -  Второ място (1): 1990
  -  Трето място (1): 2006
- Купа на Полша:
  -  Финалист (2): 2005, 2006, 2014
- Суперкупа на Полша:
  -  Носител (1): 2007
  -  Финалист (1): 1991

## Известни играчи
- Любомир Гулдан
- Мартин Полачек
- Лукаш Пишчек

### Български футболисти
- Илиян Мицански: 2008/10 (59 мача - 40 гола)
- Александър Тунчев: 2012 (19 мача - 1 гол)
- Павел Виданов: 2012/14 (55 мача - 0 гола)